# 纤梗茜草
纤梗茜草（学名：Rubia tenuis）为茜草科茜草属下的一个种。

## 扩展阅读
- 維基物種上的相關：纤梗茜草